# Strigoplus guizhouensis
Strigoplus guizhouensis is een spinnensoort in de taxonomische indeling van de krabspinnen (Thomisidae).
Het dier behoort tot het geslacht Strigoplus. De wetenschappelijke naam van de soort werd voor het eerst geldig gepubliceerd in 1990 door Da-xiang Song.